# Islas Cotesworth
Islas Cotesworth är öar i Chile.   De ligger i regionen Región de Magallanes y de la Antártica Chilena, i den södra delen av landet, 2 200 km söder om huvudstaden Santiago de Chile. Arean är 4,1 kvadratkilometer.
Terrängen på Islas Cotesworth är lite kuperad. Öns högsta punkt är 229 meter över havet. Den sträcker sig 3,7 kilometer i nord-sydlig riktning, och 2,6 kilometer i öst-västlig riktning.